# Austroablepharus
Austroablepharus – rodzaj jaszczurek z podrodziny Lygosominae w obrębie rodzinie scynkowatych (Scincidae).

## Rozmieszczenie geograficzne
Rodzaj obejmuje gatunki występujące endemicznie w Australii (Terytorium Północne, Nowa Południowa Walia, Queensland i Australia Południowa).

## Morfologia
Długość ciała do 51 mm.

## Systematyka
Rodzaj zdefiniował w 2018 roku australijski zespół zoologów (Patrick J. Couper, Conrad J. Hoskin, Sally Potter, Jason G. Bragg i Craig Moritz) w artykule poświęconym nowemu rodzajowi scynków, opublikowanym w czasopiśmie „Memoirs of the Queensland Museum”. Gatunkiem typowym jest (oryginalne oznaczenie) Austroablepharus kinghorni. 

### Etymologia
Austroablepharus: Australia; gr. αβλεφαρος ablepharos ‘bez brwi’.

### Podział systematyczny
Gatunki wyodrębnione z rodzaju Proablepharus. Do rodzaju należą następujące gatunki:
- Austroablepharus barrylyoni (Couper, Limpus, McDonald & Amey, 2010)
- Austroablepharus kinghorni (Copland, 1947)
- Austroablepharus naranjicaudus (Greer, Fisher & Horner, 2004)